# Copa Constitució
La Copa Constitució, o Coppa d'Andorra, è la coppa calcistica nazionale d'Andorra. La prima edizione si disputò nel 1990, ma le prime tre edizioni si tennero in forma non ufficiale (le squadre del Principato giocavano nelle serie minori del campionato spagnolo di calcio). Dal 1995, con la fondazione della Federazione calcistica di Andorra, il torneo è ufficiale e affiliato alla FIFA e alla UEFA. Delle 30 edizioni sinora disputate sono da segnalare le 6 vittorie di fila del Principat dal 1994 al 1999 e le 10 complessive del FC Santa Coloma.

## Albo d'oro
- 1990-1991:  FC Santa Coloma (1º)
- 1991–1993 non disputata
- 1993-1994:  Principat (1º)
- 1994-1995:  Principat (2º)
- 1995-1996:  Principat (3º)
- 1996-1997:  Principat (4º)
- 1997-1998:  Principat (5º)
- 1998-1999:  Principat (6º)
- 1999-2000:  Constel·lació (1º)
- 2000-2001:  FC Santa Coloma (2º)
- 2001-2002:  Lusitans (1º)
- 2002-2003:  FC Santa Coloma (3º)
- 2003-2004:  FC Santa Coloma (4º)
- 2004-2005:  FC Santa Coloma (5º)
- 2005-2006:  FC Santa Coloma (6º)

- 2006-2007:  FC Santa Coloma (7º)
- 2007-2008:  Sant Julià (1º)
- 2008-2009:  FC Santa Coloma (8º)
- 2009-2010:  Sant Julià (2º)
- 2010-2011:  Sant Julià (3º)
- 2011-2012:  FC Santa Coloma (9º)
- 2012-2013:  UE Santa Coloma (1º)
- 2013-2014:  Sant Julià (4º)
- 2014-2015:  Sant Julià (5º)
- 2015-2016:  UE Santa Coloma (2º)
- 2016-2017:  UE Santa Coloma (3º)
- 2017-2018:  FC Santa Coloma (10º)
- 2019:  Engordany (1º)
- 2020:  Inter Escaldes (1º)
- 2021:  Sant Julià (6º)

- 2022:  Atlètic Escaldes (1º)
- 2023:  Inter Escaldes (2º)
- 2024:  UE Santa Coloma (4º)
- 2025:  Inter Escaldes (3º)

## Titoli per squadra
- 10  FC Santa Coloma
- 6  Principat
- 6  Sant Julià
- 4  UE Santa Coloma
- 3  Inter Escaldes
- 1  Atlètic Escaldes
- 1  Constel·lació
- 1  Lusitans
- 1  Engordany